# Таксиста (кратки филм)
„Таксиста” је кратка комедија из 2003. године. Режирао га је Александар Аџић који је написао и сценарио.

## Улоге
| Глумац                  | Улога              |
| ----------------------- | ------------------ |
| Борис Комненић          | Магични            |
| Владислава Милосављевић | Маца               |
| Рената Улмански         | Бака               |
| Ана Мандић              | Девојчица          |
| Бранка Пујић            | Дивна (новинарка)  |
| Никола Ђуричко          | Таксиста           |
| Аљоша Спајић            | Свештеник          |
| Дења Перовић            | Таксиста           |
| Андрија Лучић           | Олош               |
| Александар Аџић         | Олош               |
| Никола Мандић           | Дечак код билборда |
| Ненад Поповић           | Дечак код билборда |
| Милош Шћепановић        | Сниматељ           |
| Никола Ракочевић        | Нападач            |